# Petr Kučera (novinář)
Petr Kučera (* 29. června 1947 Liberec) je český historik a novinář, bývalý československý politik Občanského fóra, později za Občanské hnutí a Sociální demokracii, poslanec Sněmovny lidu a Sněmovny národů Federálního shromáždění po sametové revoluci.

## Biografie
Profesně byl k roku 1990 uváděn jako redaktor Svobodného slova, člen Československé strany socialistické, bytem Praha. Uvnitř Československé strany socialistické pak v listopadu 1989 zakládal Občanské fórum.
V jeho domě v pražské Šárce byl v létě 1989, za účasti přibližně 50 lidí převážně z akademického prostředí, oficiálně založen Kruh nezávislé inteligence. Zúčastnil se zakládající schůze Občanského fóra v Činoherním klubu v neděli 19. listopadu 1989. Při prvních spontánních demonstracích na Václavském náměstí po 17. listopadu 1989 Petr Kučera umožnil řečníkům oslovit shromážděné z balkónu nakladatelství Melantrich.
V lednu 1990 zasedl v rámci procesu kooptací do Federálního shromáždění po sametové revoluci do Sněmovny lidu (volební obvod č. 77 – Semily, Východočeský kraj), nyní jako bezpartijní poslanec, respektive poslanec za Občanské fórum. Na jaře 1990 patřil spolu s Janem Urbanem k hlavním postavám Občanského fóra, které se na svém sněmu v březnu 1990 poprvé zformovalo jako organizovaná politická síla pracující na programových tezích. Mandát za OF obhájil ve volbách roku 1990. Po rozpadu Občanského fóra přešel do parlamentního klubu Občanského hnutí. Ve volbách roku 1992 přešel do české části Sněmovny národů, nyní již jako člen Československé sociální demokracie. Ve Federálním shromáždění setrval do zániku Československa v prosinci 1992.
V roce 1993 ještě inicioval v rámci Občanského hnutí vznik Radikálně liberální frakce, která chtěla OH přetvořit na hlavní politickou konkurenci ODS a transformovat ho na standardní politickou stranu. Frakce ovšem svého cíle nedosáhla. Pak se již angažoval v sociální demokracii. Po roce 1993 patřil v rámci ČSSD s Petrou Buzkovou k představitelům křídla kritického vůči politice Miloše Zemana, jehož přivedl do Občanského fóra i aktivní politiky, když mu v parlamentních volbách 1990 nabídl kandidaturu ve středních Čechách.
V roce 1997 koupili od restituentů žijících v USA, spolu s manželkou Magdou Kučerovou, bývalý státní zámek Nové Hrady. Dokončili celkovou rekonstrukci zámku a opět jej zpřístupnili veřejnosti.